# Ostrovní oblouk

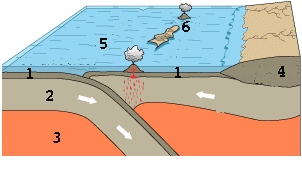
Kolize 2 oceánských desek:
1. Oceánská kůra / 2. Litosféra / 3. Astenosféra / 4. Kontinentální kůra / 5. Hlubokomořský příkop / 6. Oceánský vulkanický ostrovní oblouk

Ostrovní oblouk nebo vulkanický ostrovní oblouk je typ souostroví, nebo obecně rozsáhlé pásmo tvořené sopkami, které vznikalo v důsledku vulkanické aktivity nad subdukční zónou. Vyznačují se obvykle andezitovým vulkanismem. Většinou oddělují okrajové moře od oceánu. Vulkány, které se vyvinuly na okrajích kontinentů, nad subdukční zónou (např. Andy) jsou označovány jako vulkanické oblouky, principiálně se však od ostrovních oblouků výrazně neliší. Významným znakem ostrovních oblouků jsou geofyzikálně zjištěné gravitační a magnetické anomálie, seismická aktivita a hluboká zemětřesení.

## Znaky ostrovních oblouků

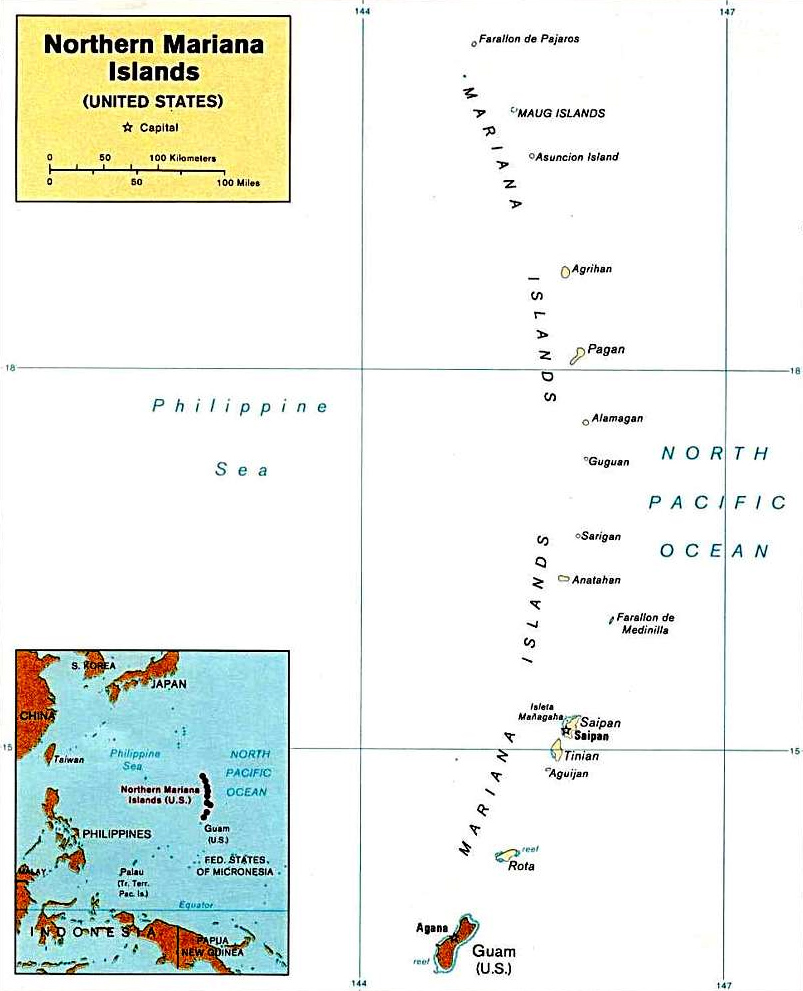
Severní Marianské ostrovy s typicky obloukovitým zakřiveným tvarem viditelným na mapě

Obloukovitý tvar linie sopečných ostrovů je způsoben tvarem subdukční zóny. Ta má mírně zahnutý obloukovitý tvar kvůli zakřivení Země (jako například proláklina na pingpongovém míčku, která nebude nikdy rovná).
Na straně ostrovního oblouku, kde probíhá subdukce, vzniká hlubokomořský příkop nebo trenč, jež je povrchovým projevem podsouvání desek. Důvodem vzniku hlubokomořského příkopu je ohyb nořící se desky, který způsobuje gravitační tah těžké oceánské kůry, jejíž okraj na povrchu je ohýbán směrem dolů. V oblasti subdukce dochází v hloubce k rozpadu nořící se desky, což způsobuje řadu zemětřesení. Ve směru ponořování desky od hlubokomořského příkopu vzrůstá hloubka hypocenter zemětřesení, které lemují stále hlouběji se nořící desku. Tato oblast je nazývána Wadati-Benioffova zóna.
Oceánské pánve, které se v důsledku pokračující subdukce postupně zmenšují a jsou podsouvány pod okolní desky. Takové zbytky oceánů se označují jako zbytkové pánve, jejich velikost se bude postupně zmenšovat až zcela zaniknou a na jejich místě dojde k srážce kontinentů a vzniku pásmového pohoří. Tento proces se v geologické historii Země neustále opakuje.

## Vznik
V oblasti subdukční zóny dochází k ponořování oceánské kůry do zemského pláště. Nořící se deska je vystavena vysokým tlakům a zvýšené teplotě. Vodou prosycená oceánská kůra v hloubce asi 60–130 km ztrácí fluida. Ta stoupají k povrchu přes plášť, způsobují jeho natavování a vznik vápenato-alkalického magmatu (nejčastěji andezitového (OIA), bazaltového (OIT) nebo jejich směsi).
Toto magma stoupá k povrchu a intruduje nadloží litosféry nebo proniká až na povrch, kde způsobuje výlevy lávy a vznik sopek. Magma oceánských oblouků lze na základě obsahů alkálií dělit na 3 typy:
- Tholeitové — je spíše bazické, vzniká v úvodním stádiu subdukce, jeho produkty představují hlavně bazalty a bazaltické andezity.
- Vápenato-alkalické — lze jej členit na nízko a vysokodraselnou sérii. Je projevem vyvinutého ostrovního oblouku s vulkanismem produkujícím andezity, dacity, ryodacity až ryolity. Tyto horniny jsou hojnější v kontinentálních vulkanických obloucích.
- Alkalické (též šošonitové) — je méně časté a typické pro finální stádium vulkanismu sopečných ostrovů. Je zde pozorován nárůst obsahu MgO, Ni a Cr, což je indikátor vyššího přísunu plášťového (primitivního) magmatu. Produkty jsou bazické horniny jako šošonit, absarokit nebo banakit.

Názory na původ magmatu způsobujícího vulkanismus na ostrovních obloucích se s postupem času měnily. Dříve se předpokládal původ z Benioffovy zóny, ale tyto předpoklady se nepotvrdily. Teprve později se začalo uvažovat o původu z astenosféry, tedy z plášťového klínu nad subdukční zónou, který byl obohacen o fluida a došlo v něm k parciálnímu tavení. Tavení subdukované oceánské litosféry bylo potvrzeno pouze ve zvláštních případech, když šlo o mladou, horkou litosféru.
Velké množství unikajících fluid také způsobuje přeměnu ultrabazických hornin pláště nad subdukční zónou na serpentinit. Tavení kontinentální kůry způsobené průnikem fluid ze subdukční zóny bylo pozorováno ve složení batolitů v Andách.
Jsou rozeznávána dvě stádia vývoje ostrovních oblouků:
- Jednoduché ostrovní oblouky: vznikají při počátečním stádiu vývoje. Mají kůru oceánského typu (tedy bazickou, např. ostrovy Tonga).
- Složité ostrovní oblouky: vznikají v pokročilém stádiu. Mají kůru přechodného typu, způsobenou intruzemi intermediálních nebo granitoidních hornin (např. Japonsko).

## Příklady
| Ostrovní oblouk                | Stát                | Mořský příkop                   | Pánev nebo okrajové moře            | Deska                                  | Subdukující deska                        |
| ------------------------------ | ------------------- | ------------------------------- | ----------------------------------- | -------------------------------------- | ---------------------------------------- |
| Aleutské ostrovy               | USA                 | Aleutský příkop                 | Beringovo moře                      | Severoamerická deska                   | Pacifická deska                          |
| Kurilské ostrovy               | Rusko               | Kurilsko-kamčatský příkop       | Ochotské moře                       | Severoamerická deska                   | Pacifická deska                          |
| Japonské ostrovy               | Japonsko            | Japonský příkop, Nankaiský trog | Japonské moře                       | Severoamerická deska, Eurasijská deska | Pacifická deska, Filipínská deska        |
| Rjúkjú                         | Japonsko            | Rjúkjúský příkop                | Východočínské moře (Okinavský trog) | Eurasijská deska                       | Filipínská deska                         |
| Filipínské ostrovy             | Filipíny            | Filipínský příkop               | Jihočínské moře, Celebeské moře     | Eurasijská deska                       | Filipínská deska                         |
| Sundské ostrovy                | Indonésie           | Jávský příkop                   | Jávské moře, Floreské moře          | Eurasijská deska                       | Indo-australská deska                    |
| Andamany a Nikobary            | Indie               | Severojávský příkop             | Andamanské moře                     | Eurasijská deska                       | Indo-australská deska                    |
| Ostrovy Izu a Boninské ostrovy | Japonsko            | Izusko-ogasawarský příkop       |                                     | Filipínská deska                       | Pacifická deska                          |
| Mariany                        | USA                 | Marianský příkop                |                                     | Filipínská deska                       | Pacifická deska                          |
| Bismarckovo souostroví         | Papua Nová Guinea   | Novobritský příkop              |                                     | Pacifická deska                        | Australská deska                         |
| Šalomounovy ostrovy            | Šalomounovy ostrovy | příkop San Cristobal            |                                     | Pacifická deska                        | Australská deska                         |
| Nové Hebridy                   | Vanuatu             | Novohebridský příkop            |                                     | Pacifická deska                        | Australská deska                         |
| Souostroví Tonga               | Tonga               | Tonžský příkop                  |                                     | Australská deska                       | Pacifická deska                          |
| Antily                         |                     | Portorický příkop               | Karibské moře                       | Karibská deska                         | Severoamerická deska, jihoamerická deska |
| Jižní Sandwichovy ostrovy      | Spojené království  | Jihosandwichský příkop          | deska Scotia                        | deska Scotia                           | Jihoamerická deska                       |
| Egejský nebo Hellénský oblouk  | Řecko               | Východostředomorský příkop      | Egejské moře                        | Egejská deska nebo Hellénská deska     | Africká deska                            |
| Jihoegejský vulkanický oblouk  | Řecko               | Východní příkop                 | Egejské moře                        | Egejská deska nebo Hellénská deska     | Africká deska                            |